# Lục quân Úc
Lục quân Úc là lực lượng chiến đấu trên bộ của Úc. Lục quân Úc là thành phần cấu thành nên Lực lượng Quốc phòng Úc cùng với Hải quân Hoàng gia Úc và Không quân Hoàng gia Úc. Trong khi Tư lệnh Quốc phòng (CDF) chỉ huy Lực lượng Quốc phòng Úc (ADF), chỉ huy cao nhất của Lục quân là Tư lệnh Lục quân (CA). Do đó CA phụ thuộc vào CDF, nhưng cũng chịu trách nhiệm trực tiếp trước Bộ trưởng Bộ Quốc phòng Úc. Mặc dù quân đội Úc đã tham gia vào một số cuộc xung đột nhỏ và lớn trong suốt lịch sử hình thành, chỉ có trong Chiến tranh thế giới thứ hai lãnh thổ Úc bị tấn công trực diện bởi quân đội Đế quốc Nhật Bản.

### Tư liệu
- Australian Department of Defence (2009). Defence Annual Report 2008-09. Canberra: Defence Publishing Service. ISBN 978-0-642-29714-3.